# Kanton Derval
Derval is een voormalig kanton van het Franse departement Loire-Atlantique. Het kanton maakte deel uit van het arrondissement Châteaubriant. Het werd opgeheven bij decreet van 25 februari 2014 met uitwerking op 22 maart 2015. Alle gemeenten werden toegevoegd aan het kanton Guémené-Penfao.

## Gemeenten
Het kanton Derval omvatte de volgende gemeenten:
- Derval (hoofdplaats)
- Jans
- Lusanger
- Mouais
- Saint-Vincent-des-Landes
- Sion-les-Mines